# Storholmen (Rånerivier)
Storholmen is een Zweeds mini-eiland in de Råneälven. Het eiland ligt in nog in de bovenloop van de rivier. Het is onbewoond en heeft geen oeververbinding. Het is ongeveer 1 hectare groot.
Storholmen · Storselaholmen · Storholmen · Sladaholmen · Hedholmen · Notholmen · Svedjeholmen · Tomasholmen · Niemiholm · Lillholmen · Färholmen · Sundbergholmen · Killingholmen · Holmen · Prästholmen · Börstholmen · Längholmen · Degerholmen · Kullen · Kaninholmen · Andholmen